# Центильйон
Центильйон — найбільше число, що має усталено назву. Це одиниця з 600 нулями (мільйон у сотому степені).

## Історія
Вперше його було згадано у 1746 році, де, втім без зазначення змісту, його прирівнювали до майже вічності.
У 1805 році воно було визначено та у подальшому використовувалось, як одиниця з 600 нулями (мільйон у сотому степені), та для гарнішого розуміння викладалась на прикладах довжини та часу, у тому числі у межах мікрокосмосу.